# Sobre pájaros y animales
Sobre pájaros y animales (禽獣』『末期の眼』を発表 kataude?) es un relato corto del ganador del premio Nobel Yasunari Kawabata, publicado en 1933. Su primera traducción al castellano fue publicada en la colección de relatos "La casa de las bellas durmientes" (1978).
El relato cuenta la historia de un hombre que va de camino a una representación de baile en la que participa su antigua novia, cuando se ve inmerso en una cadena de recuerdos acerca de los animales que ha ido criando a lo largo de los años.